# RIPA
A Lei de Regulação dos Poderes Investigativos de 2000 (c. 23) ('RIP ou RIPA) é uma Lei do Parlamento do Reino Unido, que regula os poderes dos órgãos públicos de realizar a vigilância e investigação, e controlar a interceptação de comunicações. Ela foi introduzida para tratar dos avanços tecnológicos como o crescimento da Internet e a criptografia forte.
A RIPA pode ser acionada pelas autoridades governamentais especificadas pela Lei e por motivos de segurança nacional com a finalidade de identificar crimes, evitar a perturbação da ordem, segurança pública, proteção da saúde pública ou no interesse do bem-estar econômico do Reino Unido, ou seja, qualquer justificativa pode ser incluída a seu critério dentro de um escopo extremamente amplo.
A Lei de Regulação dos Poderes Investigativos (RIP) foi apresentada pela Câmara dos Comuns em 9 de fevereiro de 2000 e concluída com a aprovação parlamentar em 26 de julho.
Embora a RIPA inicialmente tenha designado autoridades públicas como conselhos locais para alguns tipos de vigilância oculta, em setembro de 2003, o Secretário do Interior David Blunkett anunciou inclusões à lista de pessoas autorizadas a acessar alguns tipos de dados de comunicação coletados sob a RIPA que os defensores dos direitos civis e da privacidade  apelidaram de "snoopers' charter" (licença dos bisbilhoteiros). Após uma consulta pública e um debate parlamentar, no entanto, o Parlamento aprovou as novas inclusões em dezembro de 2003, abril de 2005, julho de 2006 e fevereiro de 2010.